# Бенґт Гейман
Бенґт Гейман (швед. Bengt Heyman, 26 серпня 1883 — 3 червня 1942) — шведський яхтсмен.
Срібний призер Олімпійських Ігор 1912 року в класі 8 метрів.